# Eddie Cook
Eddie Cook (* 21. Dezember 1966 in St. Louis, USA) ist ein ehemaliger US-amerikanischer Boxer im Bantamgewicht.

## Profikarriere
Im Jahre 1990 begann er erfolgreich seine Profikarriere. Am 15. März 1992 boxte er gegen Israel Contreras um den Weltmeistertitel des Verbandes WBA und siegte durch klassischen K. o. in Runde 5. Allerdings verlor er den Gürtel bereits in seiner ersten Titelverteidigung im Oktober desselben Jahres an Jorge Eliecer Julio nach Punkten.
Im Jahre 1994 beendete er seine Karriere.